# Aabauerschaft
Aabauerschaft ist ein Ortsteil der Gemeinde Wettringen im nordrhein-westfälischen Kreis Steinfurt.
Die Bauerschaft liegt östlich des Kernortes Wettringen. Östlich verläuft die Landesstraße L 567 und südlich die B 70. Westlich fließt die Steinfurter Aa.

## Sehenswürdigkeiten
In der Liste der Baudenkmäler in Wettringen (Münsterland) ist für Aabauerschaft seit dem Jahr 1988 ein Heiligenhäuschen als Baudenkmal eingetragen (Aabauerschaft 11).